# Седем пъти жена
„Седем пъти жена“ (на италиански: Sette Volte Donna; на английски: Woman Times Seven) е филмова комедия от 1967 година, режисирана от Виторио Де Сика, с участието на Шърли Маклейн. Филмът се състои от седем отделни сегмента без сюжетна връзка.

## Сюжет

### Полет/Погребална процесия
Водеща погребална процесия, вървейки след катафалката с останките на последния ѝ съпруг, Полет получава нецензурно предложение от семейния лекар Жан.

### Мария Тереза/Аматьорска нощ
Намирайки съпруга си Джорджо в леглото с най-добрата си приятелка, шокираната Мария Тереза се заклева за отмъщение да преспи с първия срещнат мъж. Тя среща група проститутки, които обещават да ѝ помогнат да осъществи намерението си.

### Линда/Двама срещу една
Шотландецът Маккормик и италианецът Ченчи са поканени в стаята на преводачката Линда, където тя им чете Томас Стърнз Елиът напълно гола.

### Едит/Супер Симоне
Изтощена от пренебрежението на съпруга си Рик, автор на бестселъри, който се интересува само от своя измислен женски герой Симоне, отхвърлената Едит се опитва да пресъздаде образа на героинята в реалността. Шокиран Рик кани на обяд психиатъра д-р Ксавие, за да провери психичното състояние на Едит.

### Ив/В операта
Ив е шокирана от факта, че нейният съпруг Анри е снимал мадам Лизир в списание по начин, който е изключително запазен за нея. Ръководителят на отдела за развитие на модната къща на съпруга на Ив ѝ дава съвет да постави бомба в колата на съперничката.

### Мари/Самоубийствата
Двама любовници, чувствайки своята откъснатост от външния свят, решават да се самоубият в малка стая, украсена за сватбата, която не е дадено да се случи. Фред се страхува да вземе хапчета, не иска да развали смокинга, скачайки от прозореца, и не поверява на Мари пистолета на баща си, мислейки, че след като го застреля тя ще размисли да се самоубие изобщо.

### Жана/Сняг
Две приятелки, Жана и Клауди, прекарват хубав зимен следобед по улиците на Париж. Те забелязват симпатичен непознат, който изглежда ги наблюдава. Клауди предлага при излизане от ресторанта да тръгнат в различни посоки, за да разберат коя от тях харесва той. В момент, когато в Париж започва да бушува истинска зимна буря, Жана разбира, че непознатият следва нея.

## В ролите

### Полет/Погребална процесия
| Актьор          | Роля  |
| --------------- | ----- |
| Шърли Маклейн   | Полет |
| Питър Селърс    | Жан   |
| Елспет Марч     | Аннет |
| Виторио Де Сика | камео |

### Мария Тереза/Аматьорска нощ
| Актьор         | Роля         |
| -------------- | ------------ |
| Шърли Маклейн  | Мария Тереза |
| Росано Браци   | Джорджио     |
| Лоранс Бадие   | Проститутка  |
| Робер Дюрантон | Диди         |

### Линда/Двама срещу една
| Актьор         | Роля      |
| -------------- | --------- |
| Шърли Маклейн  | Линда     |
| Клинтън Грейн  | МакКормик |
| Виторио Гасман | Ченчи     |

### Едит/Супер Симоне
| Актьор         | Роля                         |
| -------------- | ---------------------------- |
| Шърли Маклейн  | Едит                         |
| Лекс Баркър    | Рик                          |
| Елза Мартинели | Красавицата                  |
| Робърт Морли   | Доктор Ксавие, психиатър     |
| Джеси Робинс   | Мариана, прислужница на Едит |

### Ив/В операта
| Актьор             | Роля         |
| ------------------ | ------------ |
| Шърли Маклейн      | Ив           |
| Патрик Уаймарк     | Анри         |
| Едриън Кори        | Мадам Лизиер |
| Жак Сирон          | Февал        |
| Роже Люмон         | Носеро       |
| Александър де Пари | камео        |

### Мари/Самоубийствата
| Актьор        | Роля |
| ------------- | ---- |
| Шърли Маклейн | Мари |
| Алан Аркин    | Фред |

### Жана/Сняг
| Актьор        | Роля                  |
| ------------- | --------------------- |
| Шърли Маклейн | Жана                  |
| Анита Екберг  | Клауди                |
| Майкъл Кейн   | Симпатичният непознат |
| Филип Ноаре   | Виктор                |
| Жорж Аде      | Старец                |
| Жак Легра     | Търговец              |